# Naundorf (Thiendorf)
Naundorf ist ein Ortsteil der Gemeinde Thiendorf im Osten des Landkreises Meißen im Freistaat Sachsen.

## Geographie

### Lage
Naundorf liegt fünf Kilometer südwestlich von Ortrand an der Landesgrenze zu Brandenburg. Das zweiteilige Straßendorf mit Gewannflur befindet sich auf einem sandigen Endmoränenzug zwischen den Bachläufen des Kieperbaches und der Pulsnitz an der Kieperwiese in der Krakauischen Heide. Mit Ausnahme des Westens wird Naundorf an den übrigen drei Himmelsrichtungen von den Kiefernwäldern der Heide umschlossen, die seit den 1930er Jahren bis zum Ende des 20. Jahrhunderts militärisch genutzt wurden. Nach Osten und Süden erstreckt sich auf dem abgesiedelten Gebiet des ehemaligen Truppenübungsplatzes Königsbrück das Naturschutzgebiet „Königsbrücker Heide“; nördlich liegen die Anlagen der ehemaligen Fla-Raketenabteilung 313 des Fla-Raketenregiment 31 Straßgräbchen der NVA, nordöstlich der ehemalige Übungsplatz der Volkspolizei-Bereitschaften mit einem Häuserkampfobjekt. Nordwestlich von Naundorf erhebt sich der Trebischberg (126 m), westlich der Goldberg (136 m); einen Kilometer nördlich liegen die beiden Kieperteiche. Südwestlich des Dorfes befindet sich der Kiessandtagebau Ponickau-Naundorf.

### Nachbarorte
| Ortrand, Heinersdorf | Jannowitz                                   | Lipsa, Zeisholz |
| Böhla                | Kompassrose, die auf Nachbargemeinden zeigt | (Rohna) †       |
| Ponickau             | (Zochau) †, Lüttichau                       | (Otterschütz) † |

## Geschichte
Die erstmalige Erwähnung des Dorfes Nuendorf stammt aus dem Jahr 1350. Weitere Namensform waren Nuwendorff (1406), Nawendorff (1469) und Naundorff (1540). Das Dorf lag im äußersten Nordosten der Mark Meißen an einem Fahrweg von Hayn nach Hoyerswerda, der bei Rohna an der Pulsnitz in die Oberlausitz führte. Von 1552 an war Naundorf immer dem Rittergut Kraußnitz untertänig. Eingepfarrt war das Dorf nach Ponickau. Ab 1696 gehörte Naundorf zum Amt Großenhain. Infolge des Wiener Kongresses wurde 1815 bei den Kieperteichen zwischen Naundorf und Heinersdorf die sächsisch-preußische Grenzlinie gezogen.
Mit der Neuordnung der sächsischen Verwaltungsstrukturen wurde Naundorf 1856 dem Gerichtsamt Großenhain und 1875 unter dem Namen Naundorf b. Ortrand der Amtshauptmannschaft Großenhain zugeordnet. 1938 wurde die Gemeinde Naundorf b. Ortrand im Zuge der Erweiterung des Truppenübungsplatzes Königsbrück aufgelöst. Die 32 Anwesen des Dorfes wurden zum 1. Dezember 1938 vom Deutschen Reich aufgekauft und die 142 Einwohner umgesiedelt.
Ab Februar 1944 wurde in den verlassenen Höfen von Naundorf Angehörige der Legion Freies Indien untergebracht. Nach dem Ende des Zweiten Weltkrieges wurde der Truppenübungsplatz durch die sowjetische Besatzungsmacht in Beschlag genommen.  Die am 25. Juni 1945 erfolgte Freigabe der Orte Bohra, Steinborn, Krakau und Naundorf zur Wiederbesiedlung mit Flüchtlingen aus Schlesien wurde am 3. August 1945 durch den Ortskommandanten der Roten Armee in Königsbrück wieder aufgehoben. Lediglich Naundorf blieb wieder besiedelt; die übrigen Dörfer wurden, teils sofort oder bis 1947 wieder geräumt und später zerschossen.
Der nächtliche Schießbetrieb auf dem sowjetischen Truppenübungsplatz, welcher oft durch die Druckwellen zu zerbrochenen Fensterscheiben führte, war die Ursache dafür, dass die Einwohnerzahl von Naundorf zu DDR-Zeiten stark zurückging. 1973 wurde Naundorf nach Ponickau eingemeindet. Seit 1996 ist Naundorf ein Ortsteil der Gemeinde Thiendorf. Im Zuge der Umwandlung des Truppenübungsplatzes in das Naturschutzgebiet „Königsbrücker Heide“ wurde Naundorf in die Programmdorfförderung aufgenommen. Dadurch konnten zahlreiche unbewohnte Höfe saniert werden und das Dorf zu einem ruhigen Wohnstandort umgestaltet werden.

## Bevölkerungsentwicklung
| Jahr | Einwohner                     |
| ---- | ----------------------------- |
| 1552 | 19 besessene Mann, 7 Inwohner |
| 1764 | 17 besessene Mann, 5 Häusler  |
| 1834 | 151                           |
| 1871 | 176                           |
| 1890 | 155                           |
| 1910 | 167                           |
| 1925 | 161                           |
| 1938 | 142                           |
| 1946 | 304                           |
| 1950 | 295                           |
| 1964 | 207                           |
| 2010 | 113                           |
| 2015 | 120                           |